# Ampedus militaris
Ampedus militaris là một loài bọ cánh cứng trong họ Elateridae. Loài này được Harris miêu tả khoa học năm 1836.